# Mary Poppins Returns
Mary Poppins Returns is een Amerikaanse fantasy-musicalfilm uit 2018 onder regie van Rob Marshall. De film, met Emily Blunt in de titelrol, is het officiële vervolg van Walt Disney van de in 1964 uitgebrachte musicalfilm Mary Poppins. Het verhaal speelt zich af 25 jaar na de gebeurtenissen van de oorspronkelijke film.
In de bioscoop heeft de bezoeker de keuze tussen de nagesynchroniseerde en ondertitelde versie.

## Verhaal
Het jaar is 1935, ten tijde van de Grote Depressie in Londen. Jane en Michael Banks zijn volwassen geworden en krijgen, nadat het noodlot toeslaat, opnieuw een bezoek van Mary Poppins.

## Rolverdeling
| Personage                       | Acteur                | Stemacteur (Nederland)        | Stemacteur (Vlaanderen) |
| ------------------------------- | --------------------- | ----------------------------- | ----------------------- |
| Mary Poppins                    | Emily Blunt           | Noortje Herlaar               | Jasmine Jaspers         |
| Jack                            | Lin-Manuel Miranda    | Stefan de Kogel               | Jan Schepens            |
| Michael Banks                   | Ben Whishaw           | Xander van Vledder            | Leendert De Vis         |
| Jane Banks                      | Emily Mortimer        | Nathalie van Gent             | Cathy Petit             |
| John Banks                      | Nathanael Saleh       | Teddy Ortanca                 | Nono Wauters            |
| Anabel Banks                    | Pixie Davies          | Lux Parser                    | Lotte Heuten            |
| Georgie Banks                   | Joel Dawson           | Viggo Neijs                   | Dries Van Cauwenbergh   |
| Ellen                           | Julie Walters         | Beatrijs Sluijter             | Anke Helsen             |
| Topsy                           | Meryl Streep          | Frédérique Sluyterman van Loo | Wanda Joosten           |
| William Weatherall Wilkins/Wolf | Colin Firth           | Ad Knippels                   | Peter Van Gucht         |
| Meneer Dawes jr.                | Dick Van Dyke         | Kees van Lier                 | Ludo Hellinx            |
| Ballonvrouw                     | Angela Lansbury       | Lucie de Lange                | An Lauwereins           |
| Admiral Boom                    | David Warner          | Hero Muller                   | Door Van Boeckel        |
| Gooding/Das                     | Jeremy Swift          | Wiebe-Pier Cnossen            | Warre Borgmans          |
| Frye/Wezel                      | Kobna Holdbrook-Smith | Juliann Ubbergen              | Kobe Van Herwegen       |

## Productie
In september 2015 kwam het nieuws dat Rob Marshall, John DeLuca en Marc Platt voor Disney bezig zijn met het produceren van een vervolg op Mary Poppins; bij de bekendmaking werd gemeld dat Marc Shaiman en Scott Witman de liedjes zouden componeren en dat David Magee het script leverde. Dezelfde maand werd in de media berichtmelding gedaan dat Emily Blunt is benaderd voor de hoofdrol. Haar toezegging - alsmede de aanstelling van Lin-Manuel Miranda - aan het project werd in mei 2016 bevestigd. Over het vertolken van het bekende personage lichtte Blunt in een interview toe: "Ik houd van de uitdaging om veelzijdig te zijn, maar ik wil ook weer eens gek doen. Ik twijfelde over het spelen van Poppins omdat ze zo iconisch is en mensen fijne herinneringen aan haar hebben."
In juli 2016 werd Meryl Streep toegezegd als castlid in een rol die niet in het origineel voorkomt. Ben Whishaw werd in augustus dat jaar aan de cast toegevoegd. In oktober 2016 tekende Colin Firth voor een bijrol. In december 2016 werd bevestigd dat Dick Van Dyke - die ook te zien is in de voorloper - een verschijning zou maken in het vervolg. Angela Lansbury werd in februari 2017 een van de laatste toevoegingen aan de cast.
De draaiperiode ging in februari 2017 van start in de Shepperton Studios in het Verenigd Koninkrijk. In maart 2017 werd de eerste foto van Blunt als Mary Poppins gepubliceerd.

## Release
De eerste teaser trailer werd uitgebracht op 4 maart 2018. De film ging in première op 29 november 2018 in het Dolby Theatre in Hollywood, Los Angeles.